# Cantone di Auneuil
Il Cantone di Auneuil era una divisione amministrativa dell'arrondissement di Beauvais.
È stato soppresso a seguito della riforma complessiva dei cantoni del 2014, che è entrata in vigore con le elezioni dipartimentali del 2015.
Comprendeva i comuni di:
- Auneuil
- Auteuil
- Beaumont-les-Nonains
- Berneuil-en-Bray
- Frocourt
- La Houssoye
- Jouy-sous-Thelle
- Le Mesnil-Théribus
- Le Mont-Saint-Adrien
- La Neuville-Garnier
- Ons-en-Bray
- Porcheux
- Rainvillers
- Saint-Germain-la-Poterie
- Saint-Léger-en-Bray
- Saint-Paul
- Troussures
- Valdampierre
- Villers-Saint-Barthélemy
- Villotran